# شونق القحطاني
شونق القحطاني اسمه الحقيقه احمد القحطاني يوتيوبر سعودي مواليد 1998 في السعودية بدء افتتاح قناة شونق اكس بونق ٢٠١٨ انتقل إلى باور ٢٠٢٠ ثم دخل 10 مليون مشترك 2023 بناء جامع في إندونيسيا ثم دخل 20 مليون مشترك 2025 حصل جوائز جوي أورد 2024 2025 ثم جائزة افضل ستريمر 2022 ثم حصوله جائزة افضل صناع محتوى في سنة 2022 نجاح نصحية الشباب العربي الصلاة حاليا في كلان باور